# Trithemis kirbyi
Trithemis kirbyi е вид водно конче от семейство Libellulidae. Видът не е застрашен от изчезване.

## Разпространение и местообитание
Разпространен е в Алжир, Ангола (Кабинда), Бенин, Ботсвана, Буркина Фасо, Гамбия, Гана, Гвинея-Бисау, Демократична република Конго, Египет, Еритрея, Етиопия, Замбия, Зимбабве, Индия, Иран, Испания, Италия (Сардиния), Кения, Коморски острови, Демократична република Конго, Република Конго, Кот д'Ивоар, Либерия, Либия, Мадагаскар, Малави, Мали, Мароко, Мозамбик, Намибия (Ивица Каприви), Нигерия, Обединени арабски емирства, Оман, Пакистан, Саудитска Арабия, Северен Йемен, Сенегал, Сомалия, Судан, Танзания, Того, Тунис, Уганда, Чад, Шри Ланка, Южен Йемен и Южна Африка (Гаутенг, Западен Кейп, Източен Кейп, Квазулу-Натал, Лимпопо, Мпумаланга, Северен Кейп, Северозападна провинция и Фрайстат).
Регионално е изчезнал в Мавритания.
Обитава гористи местности, пустинни области, храсталаци, савани, крайбрежия, плажове и езера в райони с тропически и субтропичен климат.

## Описание
Видът е червен представител на плоските водни кончета със светлосини очи. На размери достига до 3 – 3,5 см и е по-голяма от лилавия си братовчед Trithemis annulata. Предниат чифт крила има светложълто петно. В подобен цвят са младите мъжки индивиди. Възрастните мъжки са подобни на Crocothemis erythraea и Sympetrum fonscolombii, но се различават по черната птеросигма на крилата си. Видът е безобиден за градинските растения.
Популацията на вида е нарастваща.. Trithemis kirbyi е един от най-разпространените предсавители на водните кончета в Африка, намиран най-често на юг от Сахара. Полулации на вида има и на Арабския полуостров. Известни са три подвида – Trithemis kirbyi subsp. ardens Gerstaecker, Trithemis kirbyi subsp. comorensis Fraser и Trithemis kirbyi Selys.